# Zdeněk Zeman
Zdeněk Zeman (nacido en Praga el 12 de mayo de 1947) es un entrenador de fútbol italo-checo. Ha entrenado a un gran número de equipos, sobre todo en la liga italiana. Actualmente dirige al Delfino Pescara 1936 de la Serie C de Italia.

## Biografía
Hijo de un médico y una ama de casa, Zeman creció en Praga y tuvo una pasión por el deporte desde muy pequeño gracias a la influencia de su tío Čestmír Vycpálek, quien fuera antiguo jugador y entrenador de la Juventus. En 1968 Zeman viajó a Palermo para visitar a su tío. Zeman obtuvo la ciudadanía italiana en 1975 y más tarde contrajo matrimonio con una chica de Palermo, Chiara Perricone, con la que tuvo dos hijos (Karel y Andrea). Uno de ellos, Karel, siguió los pasos de su padre y se convirtió en entrenador de fútbol en categoría amateur llegando a hacerse cargo del Eccellenza club Manfredonia.
Inicios
Las primeras experiencias como entrenador de Zeman fueron en equipos no profesionales del entorno de Palermo: Cinisi, Bacigalupo, Carini, Misilmeri y Esacalza. En 1974, gracias a la ayuda de su tío, este consigue ser nombrado entrenador del equipo de promesas del Palermo, manteniéndose en el cargo hasta 1983.
En 1975 se gradúa con honor en la ISEF de Palermo (una escuela de deporte) gracias a una disertación sobre la medicina deportiva. En 1979 obtuvo finalmente el patentino (una especie de licencia para entrenar al máximo nivel en Italia) en la escuela Coverciano para entrenadores de fútbol.
Licata
La primera oportunidad que le llega a Zeman provino del Licata, una ciudad de tamaño mediano en la provincia de Agrigento. Allí se proclamó campeón de la Serie C2 con un equipo compuesto mayoritariamente por jóvenes. 
Foggia, Parma y Messina
En 1986 este abandonó Licata para enrolarse en las filas del Foggia Calcio de la Serie C1, pero fue despedido antes del final del campeonato. En 1987 se convirtió en entrenador del Parma, que por entonces militaba en la Serie B, pero su experiencia fue corta también: Zeman fue cesado tras siete partidos. En 1988 retorna a Sicilia como entrenador del ACR Messina, al que deja en octava posición de liga al final de la temporada gracias, sobre todo, a los goles de Salvatore Schillaci.
Regreso al Foggia
En 1989 el presidente del Foggia, Pasquale Casillo, arrepentido de haberlo despedido años atrás, vuelve a ofrecer un contrato a Zeman. Fue el inicio del milagro de Foggia, también conocido como "Zemanlandia" (en honor al entrenador). Este equipo, que contaba con jugadores desconocidos y prometedores talentos como Giuseppe Signori y Francesco Baiano, que no eran famosos entonces, consiguió ascender a la Serie A en solo dos años.
Los primeros años del Foggia en la Serie A fueron excepcionales. Un equipo considerado como extremadamente débil para la categoría consiguió competir por hacerse con una plaza para disputar la Copa de la UEFA durante tres años. Esto se consiguió gracias a un juego impresionante, caracterizado por el fútbol de ataque y un sistema 4-3-3 marca de la casa del propio Zeman. Durante aquellos años el Foggia llegó a contar con jugadores como Roberto Rambaudi, Luigi di Biagio, Igor Shalimov, José Antonio Chamot, Dan Petrescu e Igor Kolyvanov. Se decía entonces que las tácticas de Zeman estaban inspiradas en sus tiempos como jugador, pero de balonmano, no de fútbol.
SS Lazio
En 1994, Zeman dejó el Foggia para asumir un mayor reto, el de entrenar a la SS Lazio. Con el equipo romano consiguió un segundo y un tercer puesto clasificatorio en la Serie A antes de ser cesado en su tercer año, en enero de 1997, cuando los laziale eran el 12.º equipo al inicio de la segunda vuelta del campeonato. Se le ha reconocido como el impulsor de la carrera de Alessandro Nesta, al que dio muchas oportunidades cuando todavía era joven.
AS Roma
La siguiente temporada, Zeman decidió quedarse en Roma, pero entrenando al equipo rival de la Lazio, la AS Roma, que por entonces contaba con un joven talento en ciernes llamado Francesco Totti.
Después de acabar en cuarta posición en el campeonato, en 1998 Zeman declaró que en el fútbol italiano hubo exceso en la suministración de fármacos, principalmente la creatina, citando incluso a jugadores como Gianluca Vialli y Alessandro Del Piero, lo que derivó a una investigación y posterior proceso deportivo finalizado con la resolución del Tribunal de Arbitraje Deportivo de Lausana, Suiza, que se opuso a la apertura de procedimientos judiciales a nivel deportivo que involucraran a fármacos no explícitamente vetados.
Zeman no logró responder a las expectativas de los dirigentes y los aficionados para llevar a la Roma a lo más alto y al final de la temporada 1998-1999, en la que el equipo acabó quinto, fue sustituido por el técnico italiano Fabio Capello.
Fenerbahçe y Napoli
Las siguientes aventuras en los banquillos de Zeman fueron en Turquía e Italia, donde asumió las riendas del Fenerbahçe SK y el SSC Napoli respectivamente. En ninguno de los casos el técnico consiguió logros significativos, algo que repercutió en su reputación e hizo que le resultara más difícil encontrar banquillo en la élite.
Salernitana, Avellino y Lecce
Después de estar tres años como entrenador de la Salernitana y el Avellino en la Serie B, el US Lecce de la Serie A se decidió a apostar por él. Zeman, que contaba con una de las plantillas más jóvenes de la categoría, respondió con una temporada bastante aceptable en la que dejó al equipo en la media tabla (11.ª posición) gracias a las actuaciones de los jóvenes Valeri Bojinov y Mirko Vučinić. Al final de la temporada, Zeman dimitió, y sonó para ocupar nuevamente el banquillo de la SS Lazio.
Brescia Calcio
Tras nueve meses sin equipo, Zeman fue nombrado entrenador del Brescia Calcio en marzo de 2006. Pese a estar situado en tercera posición cuando este llegó, el técnico no fue capaz de mantener al equipo en puestos de play-off y abandonó la ciudad al final de temporada; no antes de criticar duramente a sus futbolistas, a los que acusó de no haber seguido sus órdenes.
Regreso al Lecce
El 21 de junio de 2006, Zeman volvió al Lecce, firmando un contrato de un año con el club, ahora en la Serie B. Debido a los malos resultados, el 24 de diciembre fue cesado y sustituido por Giuseppe Papadopoulo.
Estrella Roja de Belgrado
El 17 de junio de 2008, el Estrella Roja de Belgrado anunció que su nuevo técnico sería Zeman. Sin embargo, tras solamente cinco partidos oficiales, el checo fue destituido debido a los catastróficos resultados del equipo en la Liga de Serbia y en la Copa de la UEFA. Durante la etapa Zeman, el Estrella Roja no marcó ni un gol en tres partidos del torneo doméstico y el equipo se mantuvo en el último puesto de la clasificación por primera vez en 24 años. Además, los serbios fueron eliminados de la segunda competición europea en la ronda previa a manos del APOEL FC de Chipre.
Tercera etapa en el Foggia
El 20 de julio de 2010, se confirmó que Zeman iba a tomar las riendas de su antiguo club, el Foggia, donde encontró a su antiguo conocido, el presidente Pasquale Casillo y el director de fútbol Giuseppe Pavone. Zeman abandonó el club en mayo, porque pese a finalizar en puestos de play-off el ascenso no se llegó a materializar, aun cuando el Foggia era el conjunto más goleador de todas las categorías del fútbol profesional italiano.
Pescara
El 21 de junio de 2011, Zeman firmó como entrenador/director técnico del Delfino Pescara 1936, club de la Serie B, con el que se comprometió por un año. Un año después, consiguió el ascenso a la Serie A, algo muy meritorio teniendo en cuenta los problemas económicos e institucionales de la entidad.
Regreso a la Roma
El 4 de junio de 2012, se anunció su fichaje por la Roma para los dos próximos años, iniciando así su segunda etapa en el club giallorosso. Fue despedido el 2 de febrero de 2013, tras una derrota por 2-4 ante el Cagliari Calcio que dejaba al conjunto romano en octavo puesto en la Serie A tras 23 jornadas, aunque el equipo estaba en las semifinales de Copa y con ventaja en el partido de ida.
Cagliari
El 20 de junio de 2014, se confirmó su llegada al Cagliari Calcio. Fiel a su estilo, el conjunto italiano se caracterizó por la cantidad de goles que conseguía tanto a favor como en contra bajo su dirección. Logró dos contundentes victorias (1-4 ante el Inter de Milán y 0-4 ante el Cesena), pero esos fueron los únicos triunfos del equipo en 16 jornadas de la Serie A. Finalmente, fue destituido el 23 de diciembre de 2014, dejando al equipo sardo en puestos de descenso.
El 9 de marzo de 2015, poco tiempo después de su salida, Zeman fue nuevamente llamado por el Cagliari Calcio para sustituir al hombre que previamente le había reemplazado en el banquillo sardo, Gianfranco Zola. Pero su segunda experiencia en la isla tampoco sería positiva, ya que solo sumó un punto en 5 partidos, y el técnico checo terminó dimitiendo el 21 de abril.
FC Lugano
El 16 de junio de 2015, llegó a un acuerdo para dirigir el FC Lugano de Suiza. Abandonó la entidad tras una sola temporada, habiendo conseguido la permanencia y un subcampeonato de Copa.
Regreso al Pescara
El 16 de febrero de 2017, inició su segunda etapa al frente del Delfino Pescara 1936 con la difícil meta de mantener al equipo de los Abruzos en la élite. Comenzó su segunda andadura en la entidad de la mejor forma posible, con una amplia victoria (5-0) contra el Genoa. Sin embargo, solo logró 2 puntos en los 8 siguientes partidos, certificándose de forma matemática el descenso al perder 1-4 frente a la Roma. Zeman continuó en el banquillo del Estadio Adriático la temporada siguiente, pero terminó siendo despedido el 4 de marzo de 2018, dejando al equipo de los Abruzos en la 13.ª posición tras 28 jornadas de la Serie B.
Cuarta etapa en el Foggia
El 19 de junio de 2021, fue confirmado como nuevo entrenador del US Foggia, siendo su cuarta etapa en el club. El 26 de mayo de 2022, tras ser eliminado en la fase de ascenso, se desvinculó del club.
Regreso al Pescara
En marzo de 2023, volvió a asumir el puesto de entrenador del Delfino Pescara 1936. Presentó la dimisión por problemas de salud en febrero de 2024.

## Tácticas

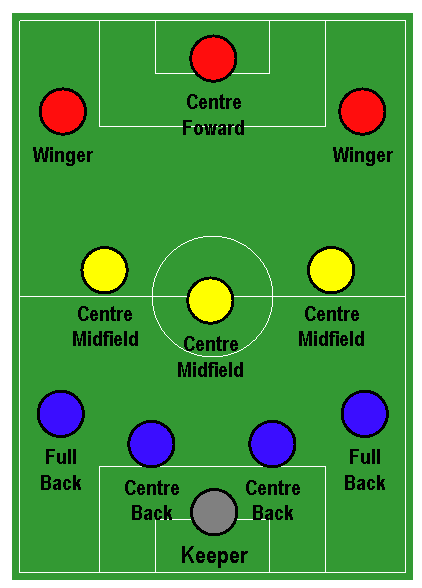
El esquema de fútbol 4-3-3.

Influenciado por el fútbol total holandés, Zdeněk Zeman es un convencido del fútbol de ataque, las defensas con marcaje zonal y muy pendientes del fuera de juego. Sus equipos son conocidos por su habilidad para marcar muchos goles, pero también por desarrollar una tendencia para encajarlos con cierta facilidad. Suele jugar con un 4-3-3 riguroso y presionando siempre al equipo contrario.

## Clubes
| Club                 | País    | Año       | P   | PG | PE | PP | % v.  |
| -------------------- | ------- | --------- | --- | -- | -- | -- | ----- |
| US Palermo Jugend    | Italia  | 1981-1983 |     |    |    |    |       |
| Licata Calcio 1931   | Italia  | 1983-1986 | 128 | 51 | 41 | 36 | 39.84 |
| US Foggia            | Italia  | 1986-1987 | 33  | 12 | 11 | 10 | 36.36 |
| Parma FC             | Italia  | 1987      | 12  | 4  | 4  | 4  | 33.33 |
| ACR Messina          | Italia  | 1988-1989 | 43  | 14 | 13 | 16 | 32.56 |
| US Foggia            | Italia  | 1989-1994 | 196 | 72 | 59 | 65 | 36.73 |
| SS Lazio             | Italia  | 1994-1997 | 118 | 60 | 25 | 33 | 50.85 |
| AS Roma              | Italia  | 1997-1999 | 86  | 39 | 26 | 21 | 45.35 |
| Fenerbahçe SK        | Turquía | 1999-2000 | 11  | 3  | 5  | 3  | 27.27 |
| SSC Napoli           | Italia  | 2000      | 8   | 0  | 3  | 5  | 0     |
| US Salernitana       | Italia  | 2001-2002 | 60  | 18 | 16 | 26 | 30    |
| AS Avellino 1912     | Italia  | 2003-2004 | 49  | 8  | 13 | 28 | 16.33 |
| US Lecce             | Italia  | 2004-2005 | 42  | 12 | 14 | 16 | 28.57 |
| Brescia Calcio       | Italia  | 2006      | 11  | 2  | 2  | 7  | 18.18 |
| US Lecce             | Italia  | 2006-2007 | 18  | 6  | 2  | 10 | 33.33 |
| Red Star Belgrade    | Serbia  | 2008      | 5   | 0  | 3  | 2  | 0     |
| US Foggia            | Italia  | 2010-2011 | 46  | 20 | 6  | 16 | 43.48 |
| Delfino Pescara 1936 | Italia  | 2011-2012 | 43  | 26 | 5  | 12 | 60.47 |
| AS Roma              | Italia  | 2012-2013 | 26  | 13 | 4  | 9  | 50    |
| Cagliari Calcio      | Italia  | 2014      | 18  | 4  | 6  | 8  | 22.22 |
| Cagliari Calcio      | Italia  | 2015      | 5   | 0  | 1  | 4  | 0     |
| FC Lugano            | Suiza   | 2015-2016 | 42  | 14 | 8  | 20 | 33.33 |
| Delfino Pescara 1936 | Italia  | 2017-2018 | 45  | 13 | 12 | 20 | 28.89 |
| US Foggia            | Italia  | 2021-2022 | 21  | 10 | 7  | 4  | 47.62 |
| Delfino Pescara 1936 | Italia  | 2023-2024 | 47  | 23 | 9  | 15 | 48.94 |